# Игра с выкупом
Игра с выкупом (редемпшн от англ. redemption «выкуп, погашение, возвращение») — как правило, аркадная игра на ловкость, которая вознаграждает игрока пропорционально его счету в игре. Награда чаще всего бывает в виде билетов, причём больше билетов присуждается за более высокие баллы. Эти билеты затем могут быть выкуплены (отсюда и название) в центральном месте для получения призов. Самые дешёвые призы (конфеты, маленькие пластиковые или резиновые игрушки) могут потребовать лишь небольшого количества билетов, а самые дорогие (скейтборды, недорогая электроника) — нескольких тысяч. Обычно, сумма денег, потраченная на то, чтобы выиграть достаточное количество билетов на данный приз, превышает стоимость самого приза. Некоторые игры с выкупом, такие как Палец Флэмина, включают в себя элементы случайности, которые могут быть установлены оператором.

## Описание
Редемпшн-автомат, принимая монеты, или жетоны или карты оплаты услуг, предоставляет игроку возможность по результатам проведенной игры получать билеты, которые в призотеке можно обменять на понравившийся приз. Количество получаемых билетов напрямую зависит от умения человека играть в конкретную игру, его скорости реакции, логического мышления и т.п. В отличие от слотов, где выигрыш происходит случайным образом по определенному алгоритму, в редемпшн-автоматы успех зависит от игрока. Существуют разновидности редемпшн-автоматов, которые по результатам игры сразу выдают приз. Однако они менее распространены, чем автоматы, выдающие билеты.
Редемпшн-автомат представляет собой реализацию так называемой skill game, где процесс игры построен на применении игроком своей природной ловкости, либо других врожденных качеств, или приобретенных в процессе игры навыков. В зависимости от игры-прототипа, автоматы могут предлагать длительный и интересный игровой процесс, вознаграждаемый малым количеством билетиков, либо короткий игровой процесс, позволяющих выиграть много билетиков. Автоматы могут иметь экран, и тогда ход сюжета игры отображается на нем. Например, автомат Fishin Time, где игрок, нажимая кнопку, опускает удочку в реку, где плавают рыбы. За короткие 30 секунд игрок должен наловить как можно больше рыбы и набрать как можно больше призовых очков, которые по результатам игры выдаются игроку в качестве билетиков. Также существуют автоматы без экрана, в которых сюжет строится на прямом взаимодействии игрока с элементами автомата. Например, автомат Cat & Mice, предлагающий игроку молоток-колотушку, которым он должен колотить по головам мышек, выскакивающих из автомата, при этом не трогая кошек. Чем больше игрок побил мышек и чем меньше кошек, тем больше он получит билетиков. Классическая игра на редемпшн-автомате длится от 30 секунд до полутора минут. Это связано с тем, что сам принцип игры на редемпшн-автомате побуждает человека установить новый личный рекорд, выиграв как можно больше билетиков. Однако принципиальное отличие редемпшн-автоматов от слотовых игровых автоматов заключается в том, что количество выигранных билетиков зависит не от алгоритма, заложенного производителем, а от мастерства игрока. Таким образом, тренируясь, игрок повышает своё умение игры и вследствие этого выигрывает больше билетиков. Вследствие этого различия, редемпшн-автоматы не относятся к азартным играм, что позволяет использовать их даже в странах, где упомянутые игры запрещены.

## История возникновения
Редемпшн-автоматы можно считать прямыми наследниками ярмарочных игр, предлагающих каким-либо образом проявить свою ловкость и выиграть этим приз. Например, заплатив за игру фиксированную сумму, игрок получал различные призы,  в зависимости от того, сколько игрок сбивал мишеней в тире, или пробивал дротиком надутых шариков. Однако и сейчас редемпшн-автоматы существуют параллельно с такими развлечениями, не подменяя их.
Периодом возникновения редемпшн-автоматов можно считать вторую половину 1990-х годов, когда в связи с широким распространением приставок и компьютерных видеоигр, развлекательные центры аркадных автоматов начали терять свою популярность и доходность. Такая ситуация была обоснована быстрым прогрессом технологий, приведшим к тому, что потенциальный клиент развлекательного центра мог поиграть бесплатно на своей приставке в аналоги многих аркадных видеоигр. Однако, редемпшн-автоматы, кроме удовольствия от процесса игры, предоставляют играющему еще и приз или определенное количество билетов. Возможность поменять билетики на приз, а также увлекательный ход игры сделали редемпшн-автоматы популярными среди посетителей развлекательных центров, а большое разнообразие автоматов и их низкая, по сравнению с видеосимуляторами, стоимость привели к тому, что практически ни один зарубежный развлекательный центр не обходится без зоны редемпшн-автоматов.

## Характеристики и классификации
В большинстве своем редемпшн-автоматы можно отнести к одной из таких групп: 

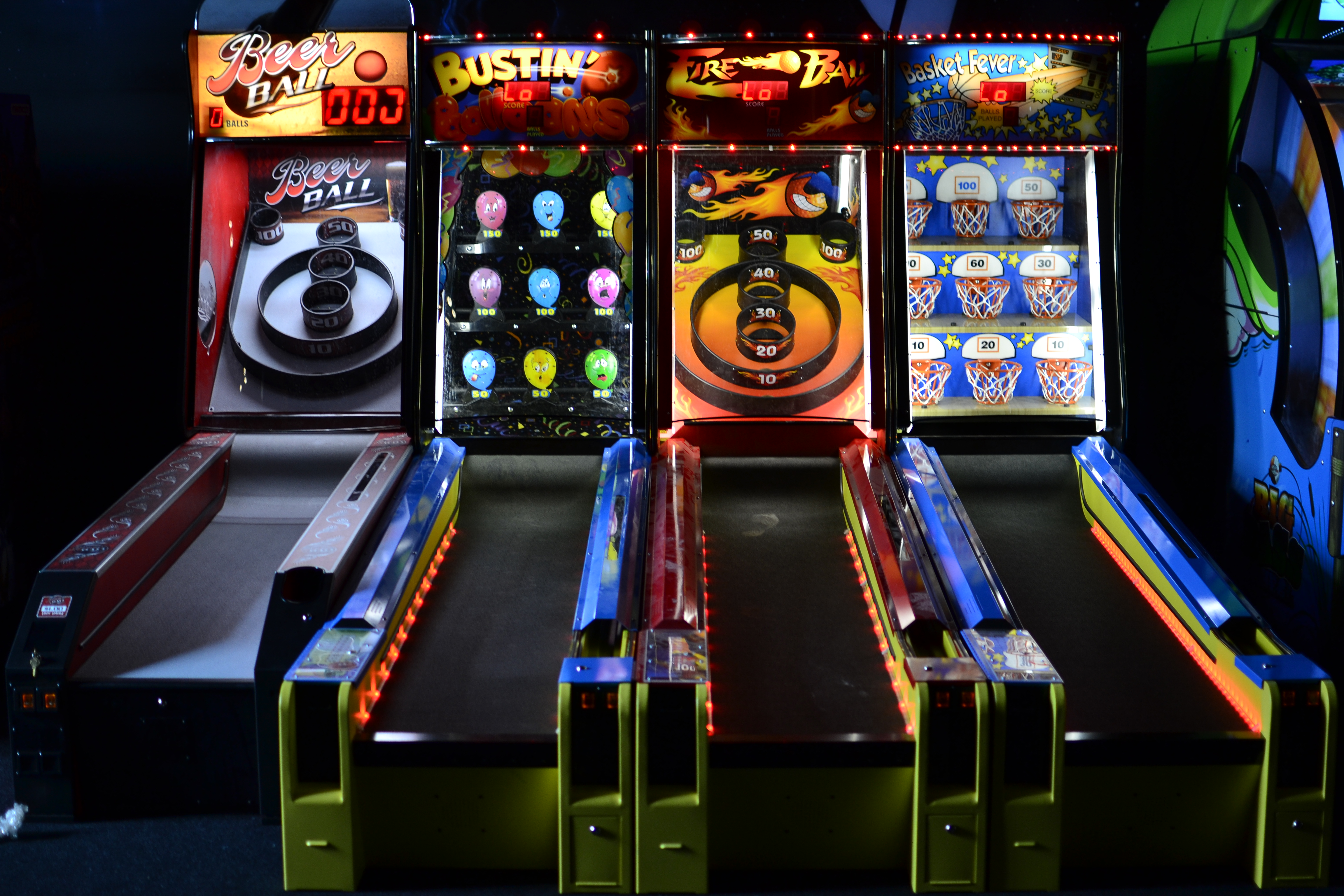
Шарокаты от компании Bay Tek Games

- Квик-коин - Редемпшн-автоматы с быстрым выигрышем без экрана, суть игры в которых заключается в своевременном нажатии на кнопку автомата или своевременном вбрасывании жетона в автомат;
- Колотушки – автоматы в которых игрок с помощью молотка-колотушки бьет по мишеням, могут быть как с экраном так и без него;
- Редемпшн автоматы с экраном – в основном это игры с длительным игровым процессом, основной игровой процесс происходит на экране атомата;
- Редемпшн-автоматы с длительным игровым процессом без экрана. Суть игр может быть очень разнообразной: шарокаты – игрок закидывает шары в разнообразные мишени в автомате, стрелялки из водных и пневмопушек, в которой игрок из водной или пневмопушки поражает мишени, автоматы, предлагающие ловить в сачок разнообразные предметы (яблоки или попкорн).

## Призы
Призы – это то, что отличает редемпшн-автоматы от видеоигр и может оказать существенное влияние на популярность редемпшн-автоматов в развлекательном центре. Обычно призы выставляются на общее обозрение в витринах призотеки. Призотека располагается в месте, хорошо просматриваемом от входа и из большинства мест редемпшн-зоны. Привлекательность призов и их обозреваемость во многом определяют посещаемость редемпшн-зоны. Типичный набор призов для призотеки создается таким образом, чтобы посетитель, сыгравший хотя бы на одном автомате, имел возможность обменять свои билетики. Для того, чтобы игрокам хотелось получить побольше билетиков, в призотеке размещаются призы, которые можно выменять на большое количество билетиков. Такие суммы билетиков игрок может получить, тренируясь игре на одном автомате, или поиграв на нескольких. А самые дорогие и роскошные призы в призотеке рассчитаны на тех, кто посещал развлекательный центр неоднократно и сохранял билетики. Призы подбираются таким образом, чтобы привлекать внимание и быть желанными для целевой аудитории развлекательного центра. Однако при подборе призов необходимо учитывать, что, к примеру, дети приходят в развлекательный центр со взрослыми, которые тоже играют на автоматах и хотят обменять свои билетики на что-нибудь полезное. Поэтому, обычная подборка призов в призотеке включает в себя широкий ассортимент товаров (от сладостей и небольших пластиковых игрушек до больших мягких игрушек, самокатов и недорогой электроники). Цены призов всегда указываются в билетиках. Для руководства развлекательного центра важно также учесть, что между реальной ценой игрушки в денежном эквиваленте и её стоимостью, выраженной в билетиках, не должно быть прямой, легко прослеживаемой зависимости.